# 伍德山
74°51′S 64°7′W / 74.850°S 64.117°W
伍德山是南極洲的山峰，位於帕爾默地，處於奧斯汀山以西24公里，海拔高度1,230米，由美國探險隊發現，現時由南極條約體系管理。